# اونکازی
اونکازی (به لاتین: Ounkazi) یک منطقهٔ مسکونی در کومور است که در گرند کومور واقع شده‌است. اونکازی ۵٬۵۵۸ نفر جمعیت دارد.